# Tholos di Delfi
La tholos di Delfi è una tra le antiche strutture del santuario di Atena Pronaia a Delfi. Il tempio circolare condivide altre antiche fondamenta del tempio di Atena Pronaia, tutte situate a meno di un miglio ad est delle principali rovine di Delfi, nell'unità regionale greca moderna di Focide. Il tholos fa parte del sito del patrimonio mondiale dell'UNESCO di Delfi.

## Architettura
L'architetto del  tempio a volta di Delfi è nominato da Vitruvio, nel De architectura Libro VII, come Teodorus Phoceus (non Teodoro di Samo, che Vitruvio nomina separatamente). Esternamente, venti colonne doriche sostenevano un fregio con triglifi e metope. La parete circolare della cella, la camera centrale dell'edificio, è stata anche coronata da un fregio, metope e triglifi simili ma in misura minore. All'interno, una panchina di pietra era posizionata su cui si ergevano dieci pilastri in stile corinzio, tutti attaccati alla superficie concava del muro.
La combinazione multipla e la fusione di vari stili architettonici nello stesso edificio è stata completata attraverso un naturale effetto policromatico, derivante dall'uso di diversi materiali. I materiali utilizzati includevano lastre sottili di Eleusino (chiamate "titanolithos") e marmo pentelico nella sovrastruttura e calcare sulla piattaforma. Anche il tetto a otto archi dell'edificio era costruito in marmo ed era decorato rispettivamente da otto statue femminili scolpite in un movimento netto e vivace.

## Le sculture sulla cupola
Periodo arcaico
     Periodo classico

Piano del santuario di Atena Pronaia:
Periodo arcaico
Periodo classico
1. tempio di Atena Pronaia
2. nuovo tempio (di Atena Pronaia?)
3. tholos
4. tesoro di Massalia
5. tesoro dorico
6. temenos degli eroi
7. altare di Atena Pronaia
8. altare di Igea e Ilizia
9. altare arcaico non identificato
10. edificio non identificato (per sacerdoti?)
11. base per la statua dell'imperatore Adriano?
12. entrata est
13. entrata sud

Anche la decorazione scolpita della cupola è stata splendidamente realizzata da artigiani fino ad allora sconosciuti. È datato tra il 380 e il 370 a.C. Degli altorilievi ascrivevano le figure delle metope, che contribuivano a staccarsi facilmente dalle lastre e ad essere riutilizzate come materiale da costruzione e coperture tombali nei primi anni della cristianità dopo che erano state nuovamente levigati. Dopo gli sforzi strenui e dispendiosi di specialisti che hanno tentato di unire i frammenti attorno al monumento, possiamo oggi avere almeno un quadro incompleto della sua forma originale e gli elementi stilistici e decorativi delle sue rappresentazioni di rilievo. Nelle principali metope del lato esterno ci sono rappresentazioni di scene delle battaglie di Amazzoni e Centauro, già conosciute dalla mitologia e molto cari alla scultura greca. All'interno, le figure del fregio sopravvissero sfortunatamente su scala molto piccola e con un'alta frammentazione. C'erano presumibilmente dei ritratti, sia di Ercole che di Teseo.
Nonostante la loro natura frammentaria, i rilievi architettonici sulla cupola di Delfi rivelano la grande abilità dei loro creatori, sia per quanto riguarda il trattamento dei materiali, in particolare il marmo, che per catturare i dettagli con vitalità ed eccellente precisione anatomica. Tutte queste storie composte con combinazioni inaspettate della tradizione iconografica del IV secolo a.C. introducono un movimento artistico innovativo, dando vita a una competizione creativa tra l'arte del rilievo e l'arte plastica scolpita. In particolare per ottenere la sopra descritta combinazione di elementi antitetici, gli elementi distinguibili includono l'alto rilievo che può essere distaccato dalla lastra del pannello, le libertà chinesiologiche delle sculture ottenute attraverso i loro dettagli, così come l'intensità drammatica riflessa nelle figure per dimostrare la passione e la furia del conflitto di nemici in vivaci scene di battaglia.